# NGC 6654
NGC 6654 est une galaxie lenticulaire (spirale ?) barrée située dans la constellation du Dragon. Sa vitesse par rapport au fond diffus cosmologique est de 1 745 ± 11 km/s, ce qui correspond à une distance de Hubble de 25,7 ± 1,8 Mpc (∼83,8 millions d'al). NGC 6654 a été découverte par l'astronome américain Lewis Swift en 1883.

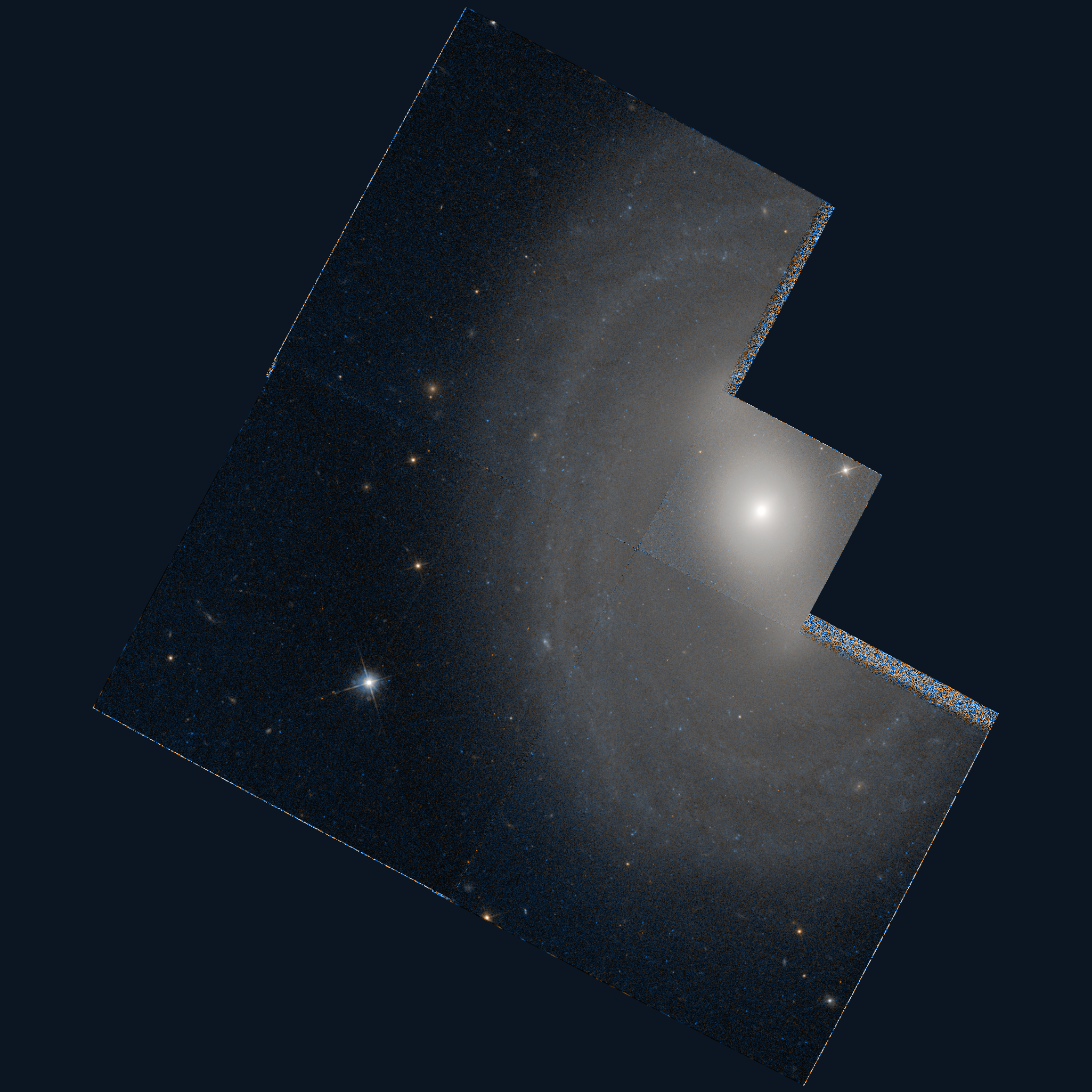
NGC 6654 par le télescope spatial Hubble.

NGC 6654 a été utilisé par Gérard de Vaucouleurs comme une galaxie de type morphologique (R')SBa dans son atlas des galaxies,. Les sources consultées classent cette galaxie comme une lenticulaire, mais autant sur l'image du télescope Hubble que sur l'image du relevé Pan-STARRS, on perçoit la présence de bras spiraux.
NGC 6654 est une galaxie du champ, c'est-à-dire qu'elle n'appartient pas à un amas ou un groupe et qu'elle est donc gravitationnellement isolée.
À ce jour, une mesure non basée sur le décalage vers le rouge (redshift) donne une distance d'environ 29,500 Mpc (∼96,2 millions d'al). Cette valeur est à l'extérieur des valeurs de la distance de Hubble, mais compatible avec celles-ci. Notons cependant que c'est avec la valeur moyenne des mesures indépendantes, lorsqu'elles existent, que la base de données NASA/IPAC calcule le diamètre d'une galaxie et qu'en conséquence le diamètre de NGC 6654 pourrait être d'environ 21,0 kpc (∼68 500 al) si on utilisait la distance de Hubble pour le calculer.

## Trou noir supermassif
Selon une étude basée sur les mesures de luminosité de la bande K de l'infrarouge proche du bulbe de NGC 6654, on obtient une valeur de 107,5 {\displaystyle M_{\odot }} (32 millions de masses solaires) pour le trou noir supermassif qui s'y trouve.